# شیموگا
شیموگا
شهر شیموگا (به انگلیسی: Shimoga) با جمعیت ۳۶۹٫۵۰۲ نفر در ایالت کارناتاکا در کشور هند واقع شده‌است.

## نگارخانه

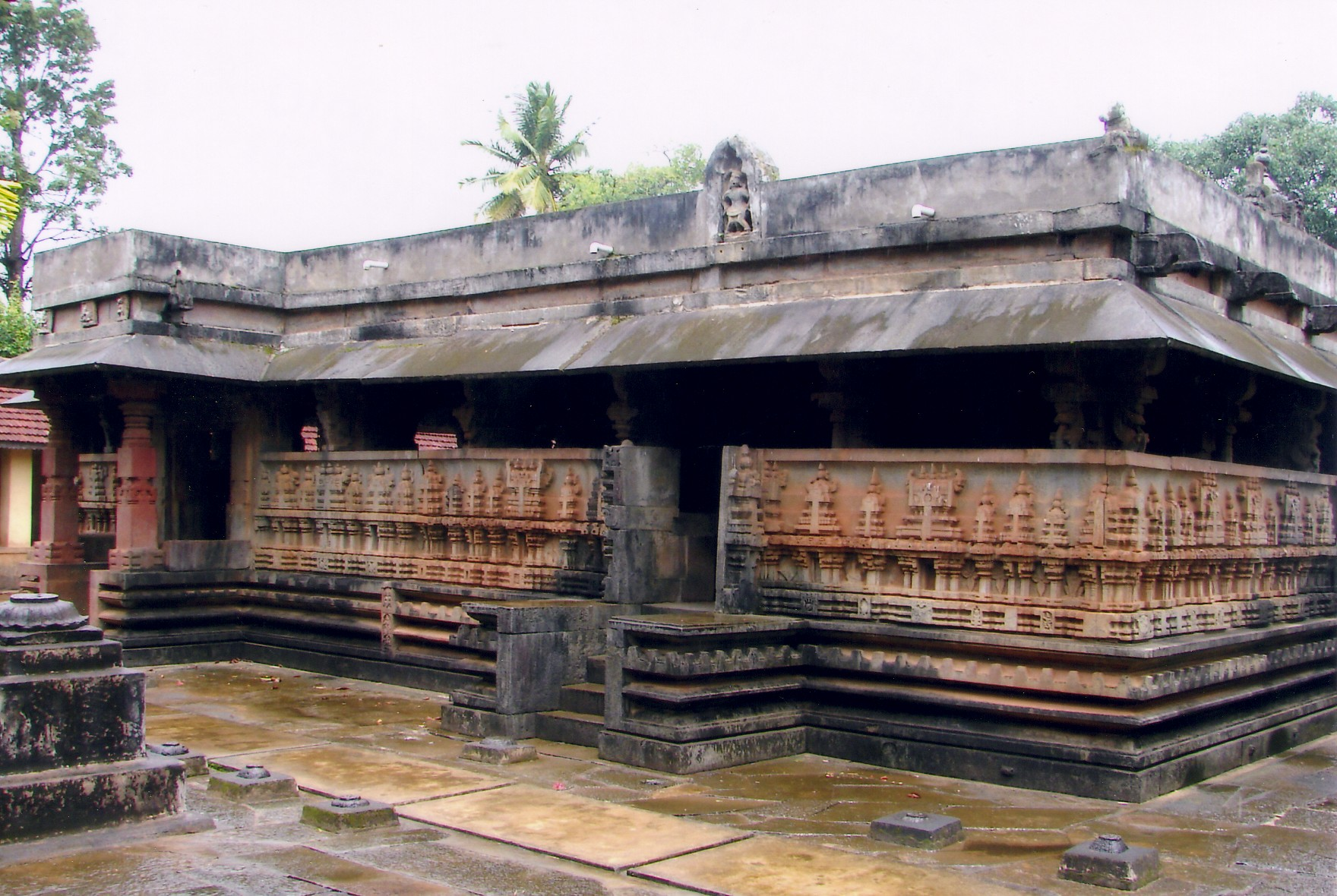
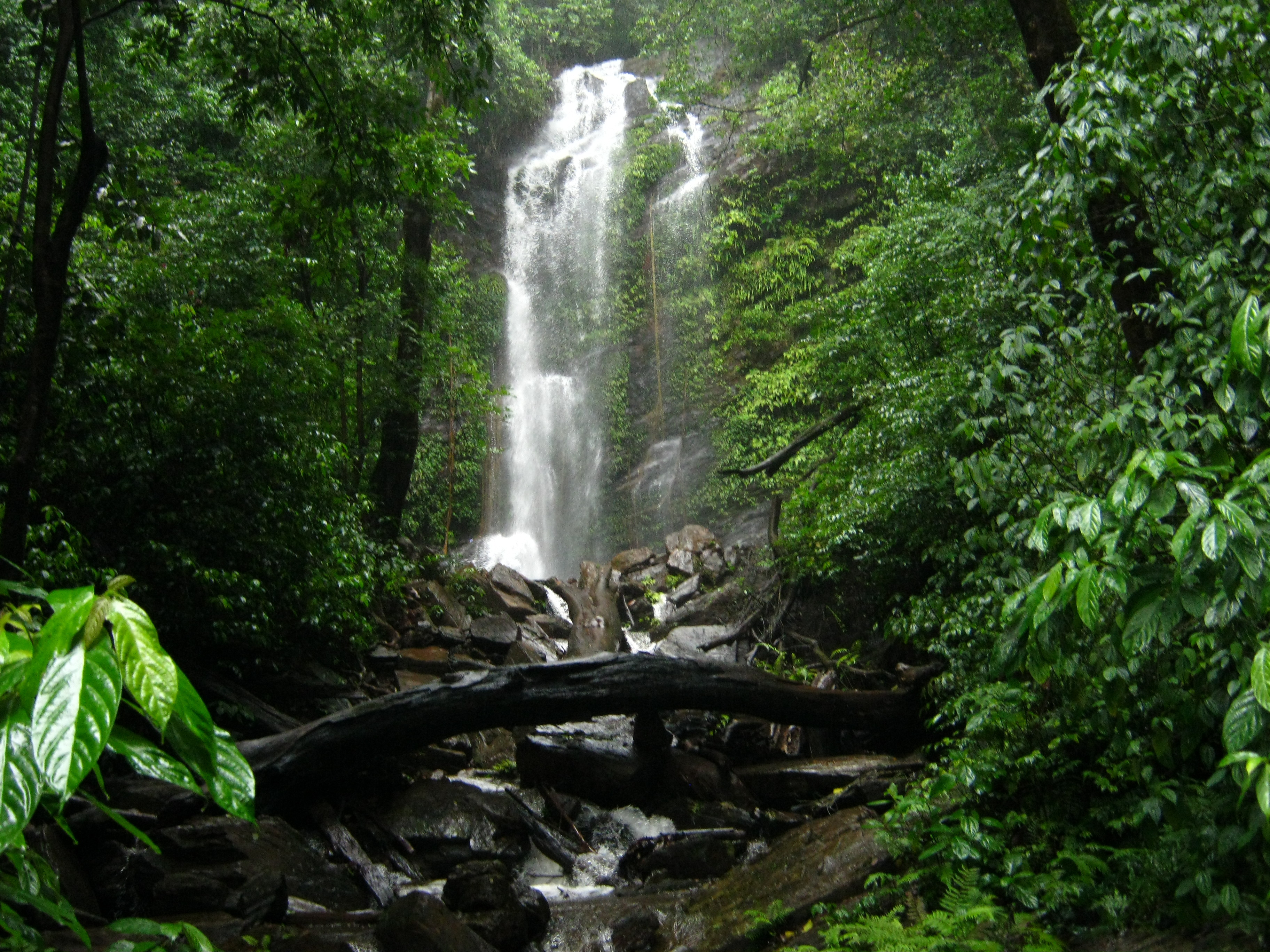
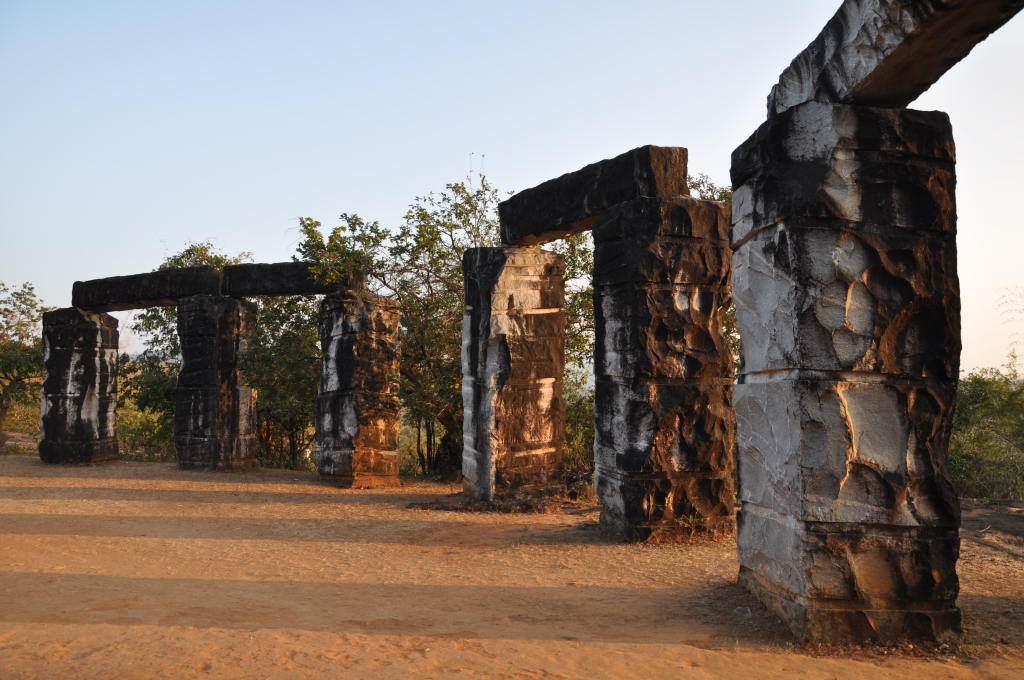
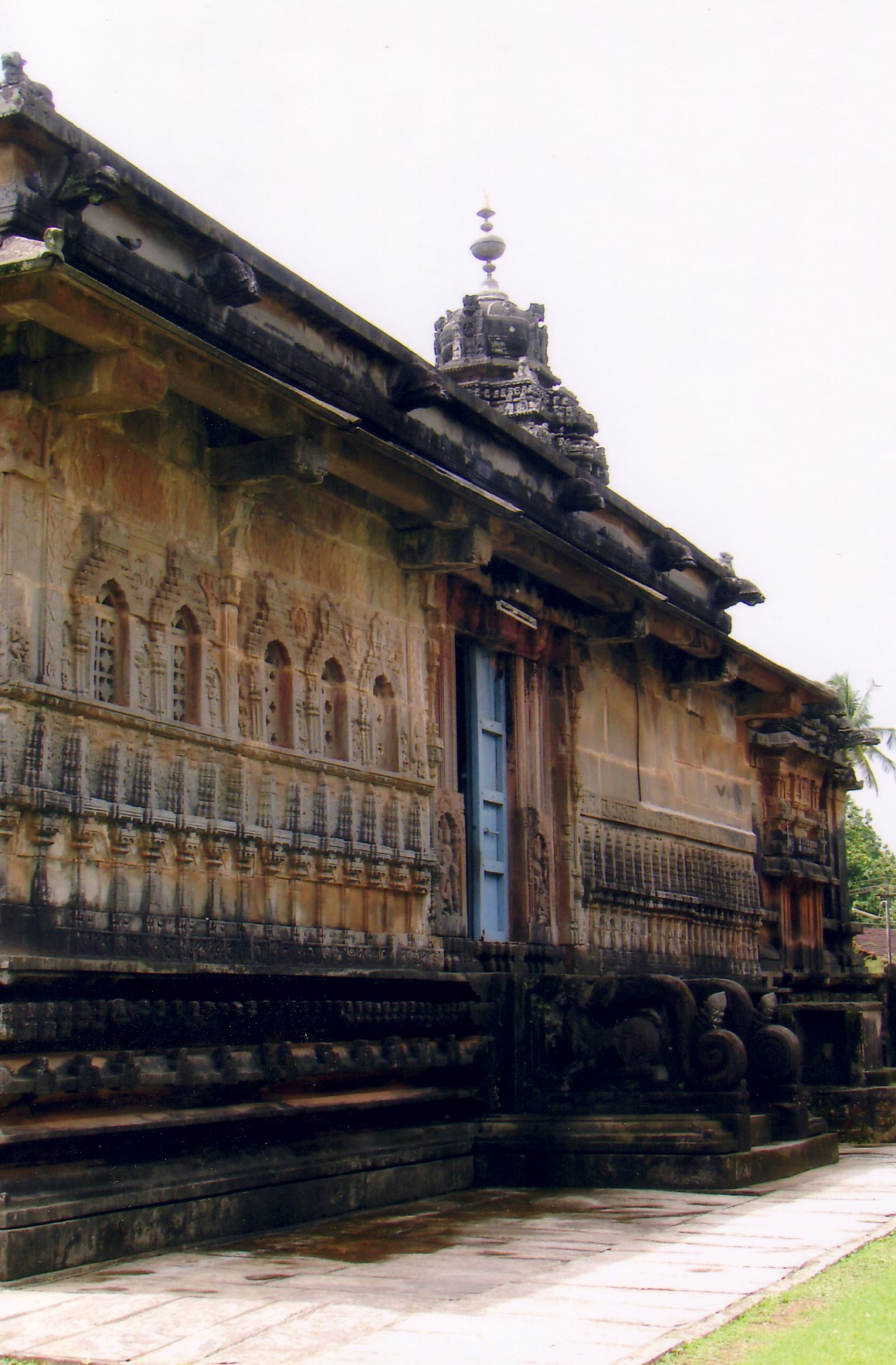
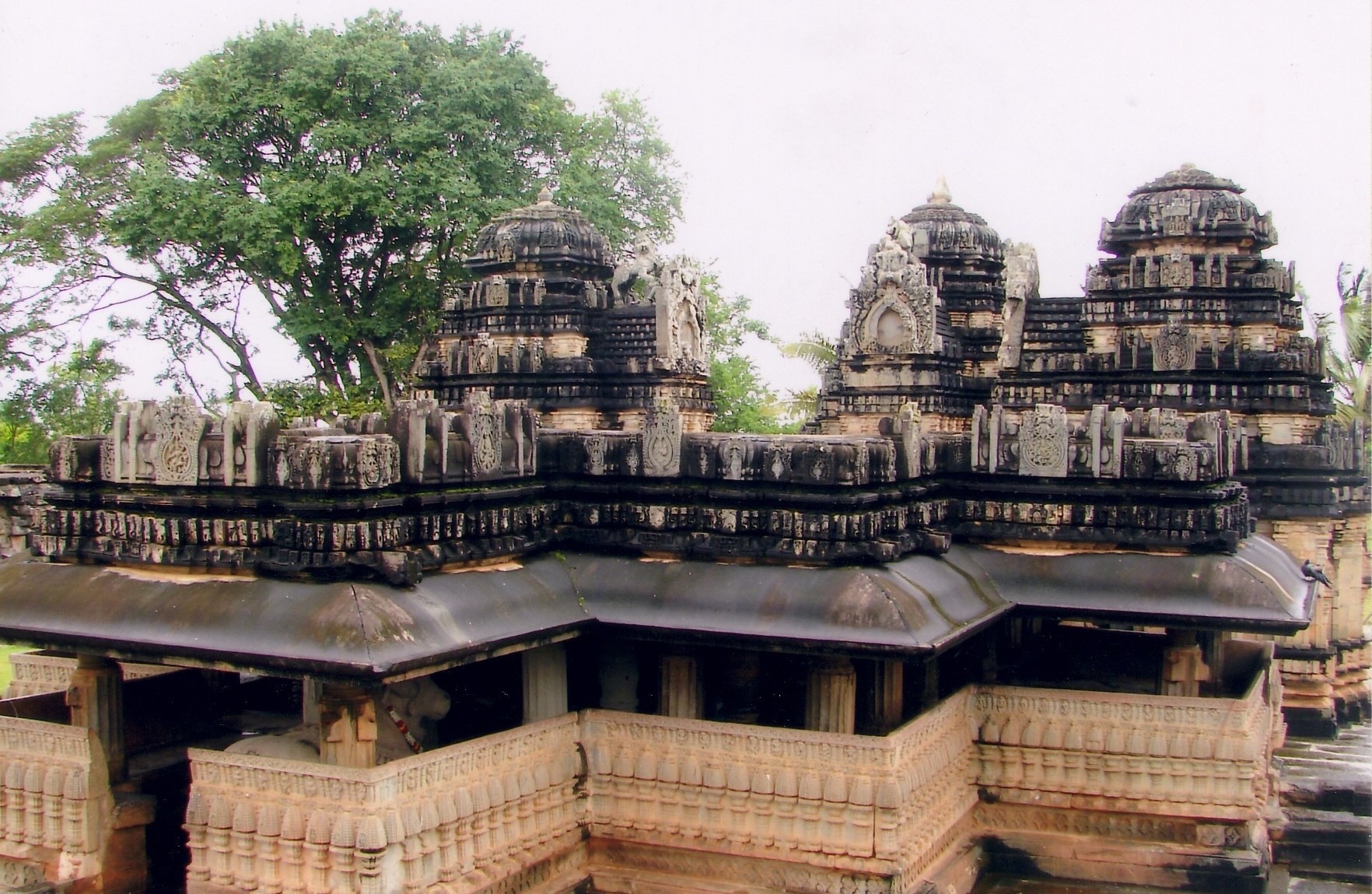
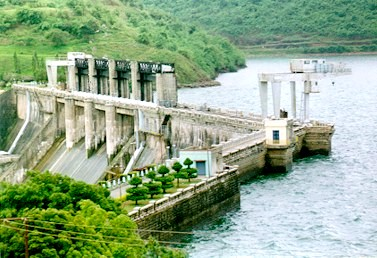